# Saint-Julien, Hérault
Saint-Julien este o comună în departamentul Hérault din sudul Franței. În 2009 avea o populație de 205 de locuitori.

## Evoluția populației
| An        | 1975 | 1982 | 1990 | 1999 | 2006 | 2009 |
| --------- | ---- | ---- | ---- | ---- | ---- | ---- |
| Populație | 137  | 151  | 192  | 191  | 200  | 205  |